# توردرا
توردرا (به اسپانیایی: Turdera) یک منطقهٔ مسکونی در آرژانتین است که در Lomas de Zamora Partido واقع شده‌است.

## خصوصیات
توردرا ۹٬۷۸۶ نفر جمعیت دارد و ۲۰ متر بالاتر از سطح دریا واقع شده‌است.